# Gamasomorpha insularis
Gamasomorpha insularis är en spindelart som beskrevs av Simon 1907. Gamasomorpha insularis ingår i släktet Gamasomorpha och familjen dansspindlar. Inga underarter finns listade i Catalogue of Life.